# Jižní Maalhosmadulu

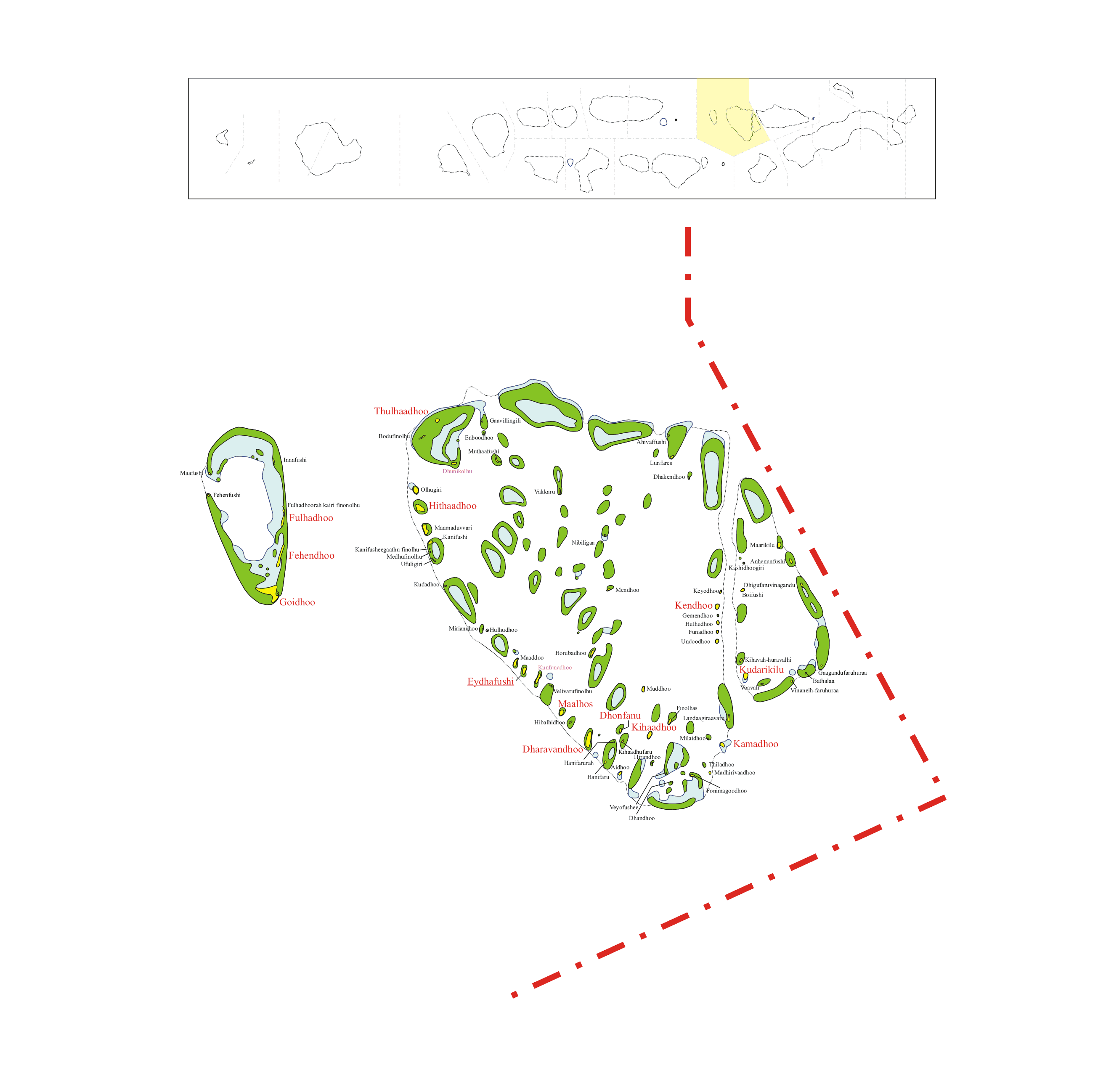
Administrativní atol Baa (atol Jižní Maalhosmadulu je „dvojatol“ vpravo)

Jižní Maalhosmadulu (anglicky South Maalhosmadulu) je zeměpisný název atolu administrativně spadajícího pod atol Baa na Maledivách. Patří mezi menší atoly. Nachází se 5 km jižně od Severního Maalhosmadulu a 12 km severně od atolu Goidhoo. Sestává z 10 obydlených (Dharavandhoo, Dhonfanu, Eydhafushi, Fehendhoo, Fulhadhoo, Goidhoo, Hithaadhoo, Kamadhoo, Kendhoo, Kihaadhoo, Kudarikilu, Maalhos, Thulhaadhoo), dvou ostrovů využívaných pro průmyslové účely (Kunfunadhoo, Dhunikolhu) a 54 neobydlených ostrovů. Atol je dlouhý 45 km (severovýchod - jihozápad) a široký 30 km.